# Тарасевич, Аркадий Юлианович
Аркадий Юлианович Тарасевич (1873—1939) — советский учёный, ветеринарный врач-клиницист, акушер и хирург.

По сведениям на 1905 г. — ветеринарный врач, причисленный к Главному управлению коннозаводства. В 1910-е гг. вице-президент общества поощрения рысистого коннозаводства.
С 1925 года зав. кафедрой акушерства и гинекологии, в 1935-1939 годах зав. кафедрой общей и частной хирургии ЛВИ.
Доктор ветеринарных наук, профессор.
Его учениками были профессора Бочаров И. А., Флегматов Н., Губаревич Я. Г., Соколов Н. И., доцент Тимофеев М. И. и др.
Автор работ по ветеринарии и ветеринарному акушерству и гинекологии:
- «Применение молока парэнтерально в ветеринарной практике» (1923),
- «Определение жеребости у кобыл по данным топографической анатомии» (1925),
- «Причины и оперативные методы лечения бесплодия у кобыл» (1925),
- «Опыты гемотрансплантации» (1925),
- «Лапаротомия у лошадей» (1928),
- «Спинномозговая пункция и эпидуральная анестезия у лошадей» (1928),
- «Методы стерильной пункции яичниковых кист» (1936)
- Бесплодие сельскохозяйственных животных. М.-Л. Сельхозгиз 1936г. 316с.
- Хромота сельскохозяйственных животных [Текст] / проф. А. Ю. Тарасевич. - Москва ; Ленинград : Сельхозгиз, Ленингр. отд-ние, 1939. - 236 с. : ил.; 23 см.

Разработал новый принцип клинической диагностики беременности лошадей, рекомендовал ряд способов лечения при гинекологических заболеваниях (грязелечение, пункции кист яичников, применение фарадического тока, диатермии и др.), научно обосновал целесообразность использования оперированных жеребцов-пробников для выявления половой охоты, стимуляции половой функции; предложил проводить осеменение кобыл в сочетании с ректальным контролем времени овуляции.